# Antti Niemi (hokeista)
Antti Niemi (ur. 29 sierpnia 1983 w Vantaa) – fiński hokeista, reprezentant Finlandii, olimpijczyk.
Jego ojczym Timo Nummelin (ur. 1948) i brat przyrodni Petteri Nummelin także zostali hokeistami.

## Kariera
- Kiekko-Vantaa U20 (1998-1999, 2000-2004)
- Kiekko-Vantaa U18 (1999-2000)
- Kiekko-Vantaa (2002-2005)
- Pelicans (2005-2007)
- Rockford IceHogs (2008-2009)
- Chicago Blackhawks (2009-2010)
- San Jose Sharks (2010-2015)
  -  Pelicans (2012-2013)
- Dallas Stars (2015-2017)
- Pittsburgh Penguins (2017)
- Florida Panthers (2017)
- Montreal Canadiens (2017-2019)
- Jokerit (2019-2020)

Wychowanek klubu EVU. Występował w rodzimej SM-liiga w barwach Pelicans. W 2008 wyjechał do USA i od tego czasu gra w lidze NHL. Od września 2010 zawodnik San Jose Sharks. W marcu 2011 przedłużył kontrakt o cztery lata. Od października 2012 do stycznia 2013 tymczasowo na okres lokautu w sezonie NHL (2012/2013) związany kontraktem z poprzednim klubem Pelicans. Od czerwca 2015 zawodnik Dallas Stars. W czerwcu 2017 jego kontrakt został wykupiony. Od lipca 2017 zawodnik Pittsburgh Penguins. W październiku 2017 został zawodnikiem Florida Panthers, a w listopadzie 2019 przeszedł do Montreal Canadiens, z którym w maju 2018 przedłużył kontrakt o rok. W czerwcu 2019 został zawodnikiem fińskiego Jokeritu, grającego w rosyjskich rozgrywkach KHL. po sezonie KHL (2019/2020) odszedł z klubu.
Uczestniczył w turnieju zimowych igrzysk olimpijskich 2014.

## Sukcesy
Reprezentacyjne
- Brązowy medal zimowych igrzysk olimpijskich: 2014

Klubowe
- Srebrny medal Mestis: 2003 z Kiekko-Vantaa
- Mistrzostwo dywizji NHL: 2010 z Chicago Blackhawks, 2011 z San Jose Sharks
- Mistrzostwo konferencji NHL: 2010 z Chicago Blackhawks
- Clarence S. Campbell Bowl: 2010 z Chicago Blackhawks
- Puchar Stanleya: 2010 z Chicago Blackhawks

Indywidualne
- NHL (2013/2014): trzecia gwiazda miesiąca - październik 2013

Wyróżnienie
- Seagate Technology „Sharks Player of the Year“ Award: 2011